# Vox FM (Novo Horizonte)
Vox FM é uma emissora de rádio brasileira sediada em Novo Horizonte, município do estado de São Paulo. Opera no dial FM, na frequência 106.5 MHz, originada da migração AM-FM e pertence ao Grupo Gerson Gabas.

## História
A emissora nasceu em 8 de março de 1948, como o nome de Rádio Novo Horizonte, fundada por José Guerreiro de Castro e os irmãos Mário. Foi a emissora mais popular do Vale do Tietê e seu sinal cobria facilmente toda á região de Catanduva. Seu primeiro endereço foi Rua Campos Sales, número 449. A emissora teve vários proprietário e acionistas na época, além disso, consagrou grandes talentos.
Em novembro de 1987, Gerson Gabas adquire a emissora e faz uma revolução geral, além de novos programas, o esporte também foi destaque da emissora, com as transmissões dos jogos do Novohorizontino.
Em 1996, faleceu o proprietário da emissoras Gerson Gabas, em um hospital de Catanduva. Além de empresário pioneiro em comunicação, foi vereador ativo na Câmara Municipal e professor. As emissoras atualmente é administrado pelas suas filhas.
Em 2009, passou a ser apelidada de Rádio 870, a proprietária Marina Gabas por acreditar no potencial da cidade, adquiriu um novo transmissor e passou a ser afiliada da rede liderada pela Jovem Pan Sat. Com a afiliação, a rádio passou a ser transmitida 24 horas no ar.
Em 2014, a emissora solicita a migração AM-FM. Nesse período a emissora encerrou as atividades.
Em 2017, a Anatel libera a frequência FM 106.5 para a migração e as montagens começaram no mesmo ano.
Em novembro de 2019, a FM 106.5 entrou no ar em fase experimental com músicas adultas e em dezembro entrou em operação a Vox FM. A mesma atua em conjunto com a FM 101.3 de Catanduva, em conteúdo musical e multiplataforma.